# Іспанська макрель плямиста
Іспанська макрель плямиста (Scomberomorus maculatus) — риба з роду Іспанська макрель родини скумбрієвих (Scombridae). Інша назва «атлантична іспанська макрель».

## Опис
Спостерігається статевий диморфізм: самиці більші за самців. Максимальна довжина — 91 см при вазі 5,9 кг. Голова коротка. Довжина морди коротша за решту довжини голови. Зуби ланцетоподібні. Є ледь помітні сошникові і піднебінні зуби. Верхньощелепна кістка не захована під передочну. Кількість зябрових тичинок на першій зябровій дузі 10—16. Тулуб подовжений, веретеноподібний. Має 51—53 хребців. Бічна лінія поступово вигинається вниз від верхнього кінця зябрової кришки до хвостової ніжки. Грудні плавці утворені 20—23 променями, з вирізкою на задньому краї. Два спинних плавця розділені невеликим проміжком. Два спинних плавця розділені невеликим проміжком. Перший спинний плавець дуже довгий, складається з 17—19 колючих променів, другий — 17—20 м'яких променів. Черевні плавці маленькі. Черевний міжплавцевий відросток маленький і роздвоєний. Плавальний міхур відсутній. Анальний плавець має 17—20 м'яких променів. Позаду другого спинного і анального плавців пролягає рядок з 7—9 і 7—10 відповідно дрібніших плавців, які допомагають уникати утворенню вирів при швидкому русі. Хвостове стебло тонке, з простим кілем.
Спина блакитнувато-зелена, боки сріблясті, з 3 рядками округлих плям жовтувато-коричневого кольору. Перший спинний плавець чорного кольору. Черево сіро-зелене з металевим відливом.

## Спосіб життя
Тримається прибережних вод, іноді трапляється в естуарії річок. Зустрічаються зазвичай на глибині 3—12 м рідше до 24 м. Здійсню\ сезонні міграції вздовж узбережжя. З підвищенням температури води (лютий-липень) рухається на північ до берегів Род-Айленда і в затоку Наррагансет. Зиму проводить в водах Флориди. Також спостерігаються косяки, які ранньою весною вирушають на захід, досягаючи наприкінці березня узбережжя Техасу. Міграції з півдня на північ і назад відбувається в серпні-листопаді й березні-квітні, відповідно.
Живиться переважно дрібними рибами (оселедцями і анчоусами), а також креветками і кальмарами. Основну частку раціону молодих особин становлять анчоуси.
Самиці ростуть швидше самців, досягають статевої зрілості при довжині 25—37 см (самці — 28—34 см). Нерест відбувається з квітня по вересень над шельфом. Ікра пелагічна.
Тривалість життя в Мексиканській затоці — 9 років, а в Атлантичному океані — 11 років. При цьому самиці живуть довше за самців. Тривалість покоління близько 4 років.

## Господарське значення
Цінна промислова риба. Є об'єктом аматорської риболовлі. Цінується за смачне м'ясо.

## Розповсюдження
Поширена в субтропічних водах північнозахідної і центральнозахідної частини Атлантичного океану: біля атлантичного узбережжя США від Кейп-Код до Маямі, і в Мексиканській затоці від Флориди до Юкатана.